# Rosa Gilomen
Rosa Gilomen (* 20. September 1884; heimatberechtigt in Lengnau; † 23. Januar 1961 in Bern) war eine Schweizer Sozialdemokratin und Präsidentin der Sozialdemokratischen Frauengruppen der Schweiz.

## Leben und Wirken
Rosa Gilomen war Tochter der Maria geborene Gutknecht und des Andreas Hulliger. Sie heiratete 1914 den Sekundarlehrer Hans Gilomen. Die Familie lebte in Frutigen und zügelte 1919 nach Bern. Ihr Ehemann war Fachmann für Sauergräser und benannte 1937 die Unterart Carex curvula subsp. rosae der Krumm-Segge nach ihr.
Gilomen war Lehrerin. Als Mitglied der Sozialdemokratischen Partei (SP) leitete sie mehrere Jahre die Sozialdemokratische Frauengruppe Bern. Von 1929 bis 1933 wirkte sie als Präsidentin der Sozialdemokratischen Frauengruppen der Schweiz. Diese erlebten unter ihrer Leitung einen Aufschwung. Gilomen hielt Vorträge, bemühte sich vor allem um Schulungen und veranstaltete der Frauen 1931 und 1932 die ersten Sommerschulen über den Sozialismus und seine Ziele. Unter ihrer Leitung erlebten die Frauengruppen einen Aufschwung. Der Expertenkommission des Eidgenössischen Kriegsernährungsamtes gehörte sie während des Zweiten Weltkriegs an.

## Belege
1. ↑  
Wolfram Schultze-Motel: Familie Cyperaceae. In: Gustav Hegi: Illustrierte Flora von Mitteleuropa. 3. Auflage, Band II, Teil 1. Paul Parey, Berlin und Hamburg 1980, ISBN 3-489-54020-4. S. 139–140.
2. 1 2  Annette Frei Berthoud: Rosa Gilomen. In: Historisches Lexikon der Schweiz.  15. November 2005, abgerufen am 17. Dezember 2024.

| Personendaten    | Personendaten                                                  |
| ---------------- | -------------------------------------------------------------- |
| NAME             | Gilomen, Rosa                                                  |
| ALTERNATIVNAMEN  | Hulliger, Rosa (Geburtsname)                                   |
| KURZBESCHREIBUNG | Präsidentin der sozialdemokratischen Frauengruppen der Schweiz |
| GEBURTSDATUM     | 20. September 1884                                             |
| STERBEDATUM      | 23. Januar 1961                                                |
| STERBEORT        | Bern, Schweiz                                                  |